# Valentie-elektron

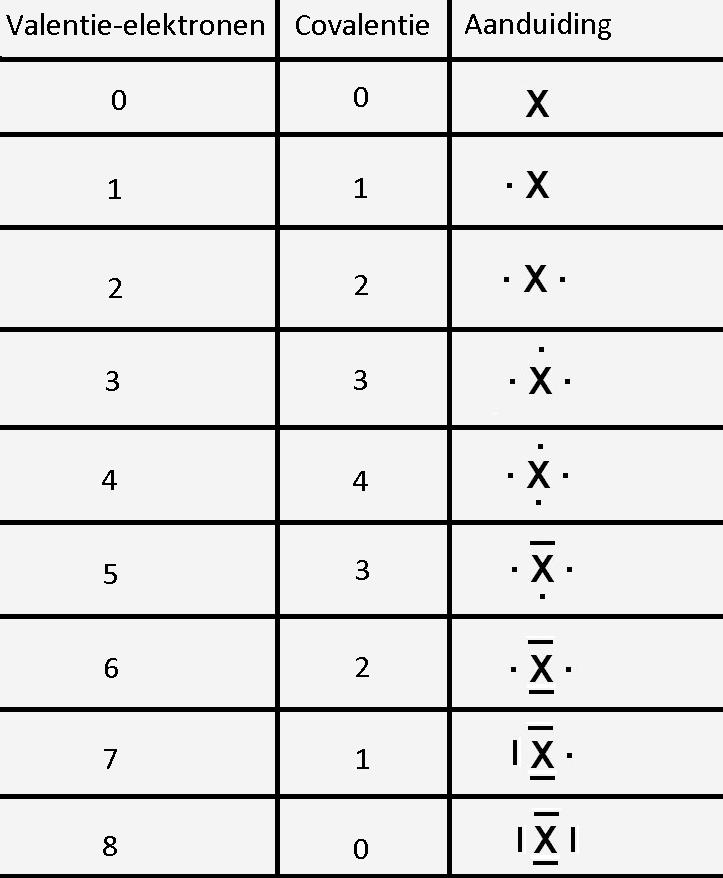
tabel met covalenties bij valentie-elektronen en hoe dit wordt aangegeven

Een valentie-elektron is een elektron dat zich in een nog niet helemaal opgevulde elektronenschil, de valentieschil van een atoom bevindt. 

## Valentie
De valentie-elektronen worden door de al wel volle schillen van de positieve atoomkern afgeschermd en ondervinden daardoor minder aantrekkende kracht naar de atoomkern dan alleen van de kernlading. Ze bevinden zich bovendien veel verder van de atoomkern dan de elektronen in de volle schillen. Valentie-elektronen worden daarom gemakkelijk afgestaan. Chemische elementen met evenveel valentie-elektronen staan onder elkaar in het periodiek systeem en hebben gelijkaardige chemische eigenschappen.

### Natrium

natriumatoom

De eerste tien elektronen in het natriumatoom vullen samen de eerste twee schillen volledig op. Het elfde elektron dat nodig is om het atoom neutraal te maken is het valentie-elektron in de derde schil. Het bevindt zich in de volgende baan, ver van de kern. Het negatieve valentie-elektron ondervindt minder aantrekkende kracht naar de atoomkern dan de andere elektronen: de elektrische lading 11+ van de atoomkern en van de tien andere elektronen samen wordt door tot een 1+ kern gereduceerd. Het valentie-elektron wordt daardoor gemakkelijk afgestaan, natrium komt in de natuur uitsluitend voor als eenwaardig positief ion: het valentie-elektron maakt deel uit van de elektronen rond een ander atoom, chloor bijvoorbeeld.

### Chloor
In het chlooratoom doet zich een vergelijkbare situatie voor: de eerste tien elektronen vullen de eerste twee schillen, de overige zeven vormen de derde schil, de valentieschil. Chloor beschikt over zeven valentie-elektronen. De valentieschil kan acht elektronen bevatten en is dan vol, er is dus nog ruimte voor een extra elektron. Er is een verschil met de situatie bij het natriumatoom: er bevinden zich nog steeds tien elektronen in de schillen onder de valentieschil, maar de atoomkern is nu 17+. De elektronen in de valentieschil worden stevig gebonden en een extra elektron kan ook 'profiteren' van de netto 7+ lading (17 - 10) van de chloorkern. Het chlooratoom neemt gemakkelijk een elektron op en komt in de vrije natuur eigenlijk alleen maar als eenwaardig negatief ion, als Cl−, voor.

### Andere elementen
- Voor de andere elementen in de kolom van het periodiek systeem waarin natrium staat geldt hetzelfde: ze hebben allemaal 1 valentie-elektron en staan dat gemakkelijk af.
- De elementen in de kolom van beryllium hebben twee valentie-elektronen, die eveneens gemakkelijk afgestaan worden.
- Voor de elementen in de kolom van chloor geldt hetzelfde als voor chloor: ze nemen gemakkelijk een extra elektron op in hun valentieschil.
- Als de valentieschil half bezet is, de kolom van koolstof, is zowel opnemen als afstaan van valentie-elektronen geen echte optie. De valentie-elektronen worden meestal gedeeld in een covalente binding.
- Voor de andere hoofdgroepelementen gelden gelijksoortige argumenten.

## Overgangsmetalen
Voor de overgangsmetalen is de situatie ingewikkelder, omdat behalve de buitenste niet helemaal gevulde schil ook de erbinnen gelegen (sub)schil niet helemaal vol is. Het aantal valentie-elektronen kan tot 18 oplopen.

### Valentieband
In vaste stoffen kunnen de elektronenbanen uit de valentieschillen van afzonderlijke atomen met elkaar een gebied vormen waarin de valentie-elektronen zich vrijwel ongehinderd kunnen bewegen. Dit wordt de valentieband genoemd. Aan elektrische geleiding in p-halfgeleiders doen valentie-elektronen mee. Normaal doen alleen conductie-elektronen van de geleidingsband mee aan geleiding.

## Notatie
De valentie-elektronen komen in paren voor als het er meer dan vier zijn. Als er zich bijvoorbeeld vijf elektronen in de buitenste schil bevinden vormen twee elektronen samen een vrij elektronenpaar. Er zijn dan nog maar drie van de vijf elektronen vrij om een covalente binding aan te gaan, waarin een gemeenschappelijk elektronenpaar gedeeld wordt.
Niet-gepaarde elektronen worden aangegeven met een punt. Elektronenparen worden getekend als een "|" of "_", afhankelijk van de positie ten opzichte van het elementsymbool. Steeds wordt wel aangegeven dat het element van die kant eigenlijk niet benaderd kan worden, afgesloten is.